# Jean-Joseph Brisson
Pour les articles homonymes, voir Brisson.
Jean-Joseph Brisson (Cabara, 5 mai 1868-Bordeaux, 25 juillet 1957), est un officier de marine français.

## Biographie
Il entre à l'École navale en octobre 1886 et en sort aspirant de 2e classe en août 1888. Aspirant de 1re classe (octobre 1889), il sert en escadre sur le cuirassé Vauban puis sur le transport Calédonien. Enseigne de vaisseau (septembre 1891) sur les croiseurs Lalande et Indomptable, il participe en 1895 sur la canonnière Onyx à la campagne du Dahomey.
Passé sur le cuirassé Redoutable (1896), nommé lieutenant de vaisseau en avril 1898, il est détaché au ministère des Colonies où il travaille à la délimitation de la frontière entre le Togo et le Dahomey. En 1901, breveté de l’École de canonnage, il devient officier canonnier sur le cuirassé Brennus (1902-1903) puis, professeur à l’École de canonnage sur la Couronne (1906).
Officier canonnier sur le cuirassé Gaulois (1907-1909), il est nommé à l’État-major général en 1910 et commande le contre-torpilleur Gabion en 1911.
Capitaine de frégate (mars 1912), second du croiseur cuirassé Jeanne d'Arc, il commande ensuite le croiseur Guichen (1915) et participe avec ce navire aux opérations d'évacuation des populations arméniennes du Musa Dagh que les Turcs menacent de massacrer.
Devenu capitaine de vaisseau en avril 1916, chef d'état-major de la 3e escadre en Méditerranée, il se fait remarquer lors des événements du canal de Corinthe en juin 1917. Commandant la division des patrouilles de Provence (septembre 1917), il est promu en mars 1919, commandant des forces navales détachées en Baltique. Il se distingue alors lors des opérations autour de Riga assurant l’indépendance de la Lettonie et obtient ainsi une citation à l'ordre de l'armée.
Contre-amiral (novembre 1921), sous-chef d'état-major de la Marine, il commande la 3e division de ligne sur le Jean Bart en 1923-1924 puis, en 1925, le secteur maritime de Toulon.
Major-général à Toulon, vice-amiral (janvier 1928), président du Comité technique, de la Commission d'études et expériences chimiques, de la Commission permanente des essais des bâtiments de la flotte (mars 1928), il prend sa retraite en mai 1930.

## Récompenses et distinctions
- Chevalier (16 avril 1900), officier (5 juin 1917), commandeur (22 juillet 1923) puis grand officier de la Légion d'honneur (15 janvier 1930).